# Campsicnemus crinitarsis
Campsicnemus crinitarsis är en tvåvingeart som beskrevs av Gabriel Strobl 1906. Campsicnemus crinitarsis ingår i släktet Campsicnemus och familjen styltflugor. Inga underarter finns listade i Catalogue of Life.